# Matenadaran
El Matenadarán (en armenio, Մատենադարան, «biblioteca») o Instituto Mashtóts de investigaciones sobre los manuscritos antiguos es uno de los más ricos depósitos de manuscritos y de documentos en el mundo. Situado en Ereván, la capital armenia, cuenta con más de 17.000 manuscritos y alrededor de 300.000 documentos de archivo. Su historia se remonta al siglo V y a la creación del matenadarán de Echmiadzín, que la tradición hace remontar a la invención del alfabeto armenio por Mesrob Mashtóts en 405. Propiedad pública e inscrito en el Programa Memoria del Mundo de la Unesco, el Instituto constituye hoy en día «uno de los lugares esenciales de elaboración y transmisión de la memoria nacional en Armenia».

## Historia

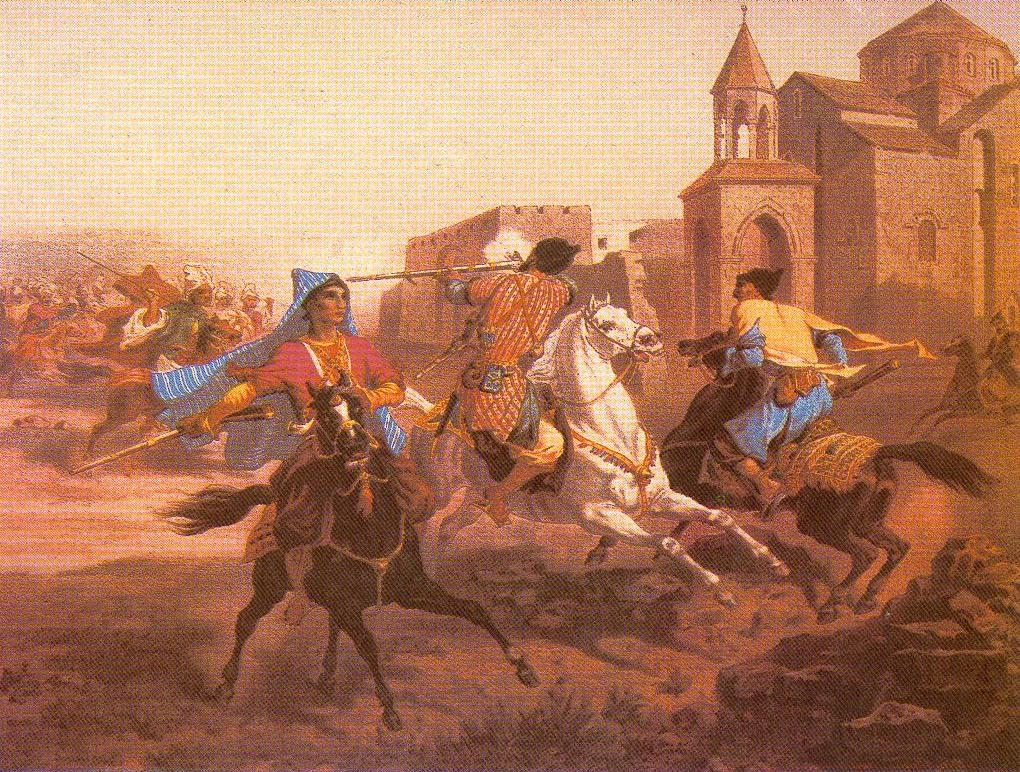
Vagharchapat saqueada por los kurdos y los persas.

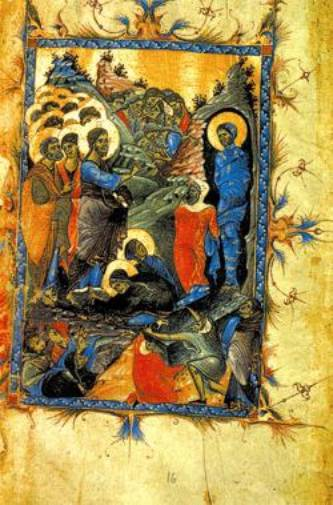
La resurrección de Lázaro, manuscrito anónimo de finales del, Matenadarán Ms. 9422.

Matenadarán, en armenio antiguo, significa «biblioteca» y describe un lugar que sirve igualmente de scriptorium. Varios monasterios armenios disponían de su propio matenadarán, de los cuales subsisten hoy en día algunos, en Haghpat o en Sanahin, por ejemplo.
La historia del Matenadarán moderno se remonta, vía el matenadarán de Echmiadzín (a la época Vagharchapat), al 405 y a la creación del alfabeto armenio por Mesrob Mashtóts, según la tradición. Lazar Parpetsi registró su existencia en el siglo V. Su actividad se intensificó, en especial, desde 1441 y el traslado del catolicosado de Sis en Echmiadzín. Los ataques del que fue objeto la ciudad en el siglo XVIII dejaron en mal estado al matenadarán, saqueado por última vez en 1804. No fue hasta 1828 con la integración de Armenia oriental al Imperio ruso que retomó su desarrollo. En 1840, se publicó un primer catálogo, prologado por Marie-Félicité Brosset, que contabilizó 312 manuscritos; el segundo catálogo de 1863 aumentó el registro a 2340. 
En 1915 como consecuencia del genocidio armenio en curso en el Imperio otomano, el matenadarán vio afluir numerosos manuscritos procedentes de Armenia occidental (en particular de Vaspurakan), pero también de Tabriz en Persia; al mismo tiempo, sus colecciones fueron llevadas a Moscú por prudencia y no retornaron hasta 1922. Entretanto, el 17 de diciembre de 1920, el matenadarán fue proclamado propiedad pública, como todos los bienes de la Iglesia por las nuevas autoridades soviéticas. Bajo este nuevo estatuto, sus colecciones se incrementaron por la recepción de manuscritos procedentes de Moscú (Instituto Lázarev de lenguas orientales) y de Tiflis.
En 1939, las colecciones fueron transferidas de Echmiadzín a Ereván. El 3 de marzo de 1959, la institución hasta entonces conocida como el «Matenadarán» se convirtió en el «Instituto de manuscritos antiguos». A partir de esta fecha, la catalogación prosiguió, se sucedieron ediciones del catálogo y un periódico fue publicado (El Mensajero del Matenadarán).

## Estatutos
De propiedad pública, el Instituto es, según la legislación armenia, un organismo (entidad que ejerce funciones y presta servicios conforme a la ley) adscrito al Ministerio de Educación y Ciencia, su director actual es Hrachya Tamrazian. Su principal misión es la colección, conservación y explotación científica de manuscritos de la biblioteca del Catolicosato de Etchmiadzin o de la diáspora.
El Instituto está dividido en ocho departamentos   :
- colección de manuscritos: este departamento es responsable de los manuscritos de Matenadaran y también gestiona una colección adicional de microfilmes de estos y otros manuscritos, así como fotocopias, diapositivas y catálogos inéditos de manuscritos
- archivos: este departamento es responsable de la colección de archivos de Matenadaran, en particular los de la Santa Sede de Etchmiadzin

- biblioteca: este departamento gestiona la colección de libros impresos de Matenadaran, que incluye en particular el libro más antiguo impreso en armenio ( Ourbataguik , Venecia , 1512 ), así como el primer libro impreso en Armenia ( Libro de oración , Etchmiadzin, 1772 )[11]
- publicaciones periódicas  : la gestión de la colección de publicaciones periódicas del Instituto corresponde a este departamento
- salas de estudio: la gestión de las dos salas de estudio del Instituto puestas a disposición de los investigadores es responsabilidad de este departamento
- laboratorio de restauración y encuadernación : el laboratorio de este departamento, fundado en 1939 , vela por el mantenimiento y restauración de los manuscritos de Matenadaran y de otras instituciones   ;
- laboratorio de alta tecnología: este departamento se encarga de digitalizar los manuscritos del Instituto (alrededor de 600 manuscritos procesados en 2009  ) y aporta su experiencia al laboratorio de restauración y encuadernación de folios  muy dañados
- sala de exposiciones: las exposiciones (permanentes y temporales, 50.000 visitantes al año  ) en Matenadaran son gestionadas por este departamento  .

El presupuesto de Matenadaran es financiado por el gobierno armenio, la diáspora (incluida la fundación Calouste Gulbenkian ) y donaciones, privadas o públicas; el Japón ha ofrecido equipos modernos del Instituto  .